# Periquito migrador
El periquito migrador (Lathamus discolor) és una espècie d'ocell de la família dels psitàcids i única espècie del gènere Lathamus. Habita boscos d'eucaliptus, praderies i ciutats de Tasmània, Austràlia, Nova Gal·les del Sud i les illes de l'Estret de Bass.